# Agilaus pedestris
Agilaus pedestris is een keversoort uit de familie Rhynchitidae. De wetenschappelijke naam van de soort is voor het eerst geldig gepubliceerd in 1871 door Pascoe.